# Villimpenta
Villimpenta – miejscowość i gmina we Włoszech, w regionie Lombardia, w prowincji Mantua.
Według danych na rok 2004 gminę zamieszkuje 2096 osób, 149,7 os./km².